# Qazaqstan Kubogy 2003
La Qazaqstan Kubogy 2003 è stata la 12ª edizione della Coppa del Kazakistan. Il torneo è iniziato il 3 aprile 2003 e si è concluso l'11 novembre successivo.

## Primo turno
Gli incontri si sono disputati tra il 3 e il 7 aprile 2003.
| Squadra 1         | Risultato   | Squadra 2         |
| ----------------- | ----------- | ----------------- |
| Torğaý            | 2 - 0       | Kaspıı            |
| Shahter Qaraǵandy | 1 - 0 (dts) | Wşqoñır           |
| Qaýsar-Jas        | 0 - 1       | Gornıak Hromtaý   |
| Jastar            | 1 - 0       | Esil-Bogatır'-2   |
| Aqtóbe-Jas        | 4 - 0       | Batıs Plyus       |
| Elimaý-2          | 0 - 4       | Hımık Stepnogorsk |
| Ekibastuz         | 3 - 0       | Ertis-2           |

## Sedicesimi di finale
Gli incontri si sono disputati il 5 maggio 2003
| Squadra 1         | Risultato       | Squadra 2         |
| ----------------- | --------------- | ----------------- |
| Ertis             | 6 - 0           | Jastar            |
| Hımık Stepnogorsk | 0 - 1 (dts)     | Qaýrat-2          |
| Aqtóbe-Jas        | 0 - 3           | Jambıl            |
| Tobyl             | 2 - 0           | Esil Kókshetaý    |
| Ordabasy          | 2 - 3 (dts)     | Jetisý            |
| Qarabastaw        | -:+             | Aqtóbe-Lento      |
| Shahter Qaraǵandy | 2 - 0           | Munaıshy          |
| Esil-Bogatyrʹ     | 2 - 0           | Cesna             |
| Vöstok-2          | 1 - 1 (6-5 dtr) | Aqsw-Kent         |
| Qairat            | 2 - 1 (dts)     | Vostok Óskemen    |
| Qostýıin          | 1 - 6           | Batys             |
| Batır             | 0 - 2           | Qaisar            |
| Gornıak Hromtaý   | 0 - 2           | Ekibastuz         |
| Atyrau            | 2 - 1           | Shahter Qaraǵandy |
| Elimaı            | 6 - 2           | Torğaý            |
| Taraz             | 0 - 1           | Jeñis             |

## Ottavi di finale
Gli incontri si sono disputati tra il 4 e il 16 luglio.
| Squadra 1         | Risultato       | Squadra 2     |
| ----------------- | --------------- | ------------- |
| Qaýrat-2          | 0 - 1 (dts)     | Ertis         |
| Tobyl             | 3 - 0           | Jambıl        |
| Jetisý            | 1 - 2           | Aqtóbe-Lento  |
| Shahter Qaraǵandy | 0 - 1           | Esil-Bogatyrʹ |
| Qairat            | 4 - 0           | Vöstok-2      |
| Qaisar            | 2 - 1           | Batys         |
| Ekibastuz         | 1 - 1 (5-4 dtr) | Atyrau        |
| Jeñis             | 0 - 3           | Elimaı        |

## Quarti di finale
Gli incontri si sono disputati tra il 27 luglio e il 15 agosto.
| Squadra 1     | Totale | Squadra 2    | Andata | Ritorno |
| ------------- | ------ | ------------ | ------ | ------- |
| Tobyl         | 2 - 1  | Ertis        | 2 - 0  | 0 - 1   |
| Esil-Bogatyrʹ | 4 - 2  | Aqtóbe-Lento | 2 - 0  | 2 - 2   |
| Qaisar        | 1 - 5  | Qairat       | 0 - 3  | 1 - 2   |
| Elimaı        | 3 - 1  | Ekibastuz    | 2 - 0  | 1 - 1   |

## Semifinali
Gli incontri si sono disputati tra il 24 settembre e il 7 novembre.
| Squadra 1     | Totale | Squadra 2 | Andata | Ritorno |
| ------------- | ------ | --------- | ------ | ------- |
| Esil-Bogatyrʹ | 1 - 3  | Tobyl     | 1 - 2  | 0 - 1   |
| Elimaı        | 1 - 2  | Qairat    | 0 - 1  | 1 - 1   |

## Finale
| Arbitro: | Borïsov (Semipalatinsk) |

|                               |           |                      |
| Tlechugov 7’ (rig.), 28’, 53’ | Marcatori | 20’ (rig.) Kosolapov |